# Ponty Bone
Ponty Bone (* 9. Oktober 1939 in San Antonio, Texas; † 13. Juli 2018) war ein US-amerikanischer Akkordeonist, der als Session-Musiker und mit seiner eigenen Band The Squeezetones international bekannt wurde. The Squeezetones vermischten in ihrer Musik Elemente aus Blues, Cajun, Zydeco und Tejano.
Bone, der ursprünglich aus San Antonio stammt, spielte Akkordeon seit dem Alter von 5 Jahren. Später lernte er auch Trompete und spielte in der Blaskapelle seiner High School. Über Stationen in Houston und Louisiana kam Bone nach Lubbock, wo er die Texas Tech University besuchte und sich der lokalen Musikszene anschloss.
1976 wurde Bone von Joe Ely engagiert, mit dessen Band er bis 1982 fünf Alben aufnahm und mehrere Tourneen, auch in Europa, absolvierte. Nach seinem Ausstieg bei Ely gründete Bone seine eigene Band, The Squeezetones, die seither auf kleinen Plattenlabels einige Alben veröffentlicht hat und international bekannt wurde. Als Gastmusiker wirkte Bone auf Werken von Robert Earl Keen, Butch Hancock, Jerry Jeff Walker, Omar & The Howlers, Terri Hendrix und zahlreichen anderen mit.